# Алексеевский (Удмуртия)
Алексеевский — выселок в Глазовском районе Удмуртии. Входит в состав Гулёковского сельского поселения.

## География
Расположен в 20 км от г. Глазов, в 2 км севернее д. Гулёково, по правую сторону дороги Глазов-Юкаменское, правее реки Убыть.

## История
Основан в 1922 году тремя семьями переселенцами из села Гулёково. В 1925 году вселились ещё 5 зозяйств.

## Население
| 2010 | 2012 |
| ---- | ---- |
| 19   | ↗24  |

Национальный состав
Согласно результатам переписи 2002 года, в национальной структуре населения русские составляли 27 %, удмурты — 64 %